# Violență sexuală
Violența sexuală (VS) reprezinta orice încercare de a forța o persoană să întrețină acte sexuale prin violență, comentarii sexuale sau avansuri sexuale nedorite, precum și încercări de a afecta sexualitatea unei persoane (e.g. mutilarea genitală)   Agresorul poate fi atât o persoană străină cât și o rudă sau o persoană apropiată victimei. Violența sexuală are loc atât pe timp de pace cât și în timpul conflictelor armate, este omniprezentă și este considerată una dintre cele mai grave încălcări are drepturilor omului.
Violența sexuală este de asemenea o problemă de sănătate majoră care are un efect profund asupra sănătății fizice și psihice a victimelor , precum un risc ridicat de sinucidere sau de infecție cu HIV. Deși femeile și fetele sunt de departe cele mai frecvente victime, violența sexuală poate afecta persoane de orice sex sau vârstă. Agresorii pot fi inclusiv părinți, rude, cunoscuți sau persoane intime victimei. VS este rareori o crimă făcută din pasiune, și este un act agresiv prin care agresorul încearcă să domine victima.  
Violența sexuală este de multe ori stigmatizată, iar din acest motiv victimele nu raportează la poliție aceste abuzuri. În general, VS este foarte putin raportată și așadar statisticile curente subestimează amploarea acestui fenomen. Violența sexuală domestică este de obicei diferențiată de violența sexuala din timpul războiului. De multe ori, agresorii care își forțează soțiile sau soții să întrețină relații sexuale cred ca acțiunile lor sunt legitime datorită actului de căsnicie. În timpul conflictelor armate, abuzurile sexuale sunt de obicei inevitabile, fiind de multe ori folosite ca o tactică de război, ca o metodă de a ataca inamicul și a afecta demnitatea femeilor și bărbaților civili sau a prizonierilor.  Chiar dacă este interzisă de Legea Internațională a Drepturilor Omului sau legile locale ale tuturor țărilor, aplicarea acestora este lejeră sau inexistentă în multe părți ale lumii.
În timpuri istorice, violența sexuală a fost considerată până în secolul 20 ca un lucru ce se întâmplă numai femeilor și ca fiind un lucru banal și "normal" atât pe timp de pace cât și pe timp de război. Acest lucru a dus la neglijența autorităților și nu există date suficiente despre ce fel de metode de violență au fost folosite în trecut sau amploarea acestui fenomen. Abia la sfârșitul secolului XX, violența sexuală a început să fie considerată o problemă majoră și să devină, treptat, incriminată.

## Victime

### Violența sexuală în familie
Violența sexuală în familie include toate tipurile de activități sexuale forțate asupra victimei. Este considerat abuz inclusiv dacă victima a întreținut în trecut activități sexuale cu agresorul. Atât bărbați cât și femei pot fi victime ale acestui tip de abuz. 

### Femei
Violența sexuală împotriva femeilor sau fetelor poate avea loc în situații diverse. Raportul OMS despre Violență și Sănătate  prezintă următoarele metode prin care violența sexuală asupra femeilor poate fi comisă: 
- Viol sistematic în timpul războiului.
- Viol în cadrul căsniciei sau a relațiilor de dragoste.
- Viol comis de necunoscuți.
- Avansuri sexuale nedorite sau hărțuire sexuală, inclusiv prin a cere activități sexuale pentru a returna favoruri.
- Abuz sexual al persoanelor cu dizabilități mentale sau fizice.
- Abuz sexual asupra copiilor.
- Căsătorie forțată sau coabitare forțată, ce include căsătoriile cu copii.
- Refuzul partenerului sexual de a utiliza metode de contracepție sau pentru a adopta alte metode ce protejează împotriva bolilor cu transmitere sexuală.
- Avort forțat.
- Acte de violență asupra sexualității femeilor, precum mutilarea genitală la femei sau inspecții obligatorii pentru virginitate.
- Prostituție forțată sau trafic de persoane pentru exploatarea lor sexuală.

### Bărbați
Violența sexuală împotriva bărbaților poate, de asemenea, să ia forme diferite și să se petreacă în diverse contexte, precum acasă sau la locul de muncă, la pușcărie sau în arestul poliției, în timpul războaielor sau în cadrul armatei. Actele de VS împotriva bărbaților sunt omniprezente și au loc indiferent de vârsta victimei. Tipuri de violența includ viol, sterilizare forțată, nuditate forțată, masturbare forțată și mutilare genitală. Un alt tip de VS împotriva bărbaților este emascularea, în care victima este "feminizată" sau "homosexualizată".
VS împotriva bărbaților este o problemă mult mai serioasă decât s-ar crede. Puține informații sunt știute despre acest tip de violență din cauza lipsei de sesizări la poliție. Victimele nu sesizează la poliție aceste abuzuri din frică, confuzie, rușine sau stigmatizare.  Mai mult, unii bărbați pot fi reluctanți în a vorbi despre abuzurile sexuale la care au fost expuși, în funcție de cum este privită ideea de masculinitate în societățile în care trăiesc. Mai exact, în societățile care echivalează masculinitatea cu putere și dominație, ideea de victimizare a bărbatului este incompatibilă și duce la situația în care bărbatul nu raportează abuzul la care este expus. Datorită ne-sesizării a VS împotriva bărbaților, puținele dovezi care există tind sa fie anecdotice (i.e. bazate pe relatări personale și lipsite de studii sistematice).

### Copii
Violența sexuală asupra copiilor este o forma de abuz asupra copiilor. Acesta include hărțuire sexuală sau viol, precum și utilizarea copiilor în pornografie sau prostituție.
Violența sexuală este o încălcare gravă a drepturilor unui copil, care poate duce la traume fizice și psihologice. Un studiu din 2002 a OMS relatează că aproximativ 223 de milioane de copii din toată lumea au fost victime ale violenței sexuale ce implică contact fizic. Cu toate acestea, acest număr este probabil mult mai mare datorită delicateții subiectului și a ne-raportării unor astfel de crime.
Fetele sunt ținte mult mai frecvente de abuz sexual decât băieții. Studiul OMS a arătat că 150 de milioane de fete au fost abuzate în comparație cu 73 de milioane de băieți. Alte surse conclud de asemenea că fetele sunt expuse la un risc mai mare de violența sexuală, inclusiv prostituție. 